# Carolyn Wood

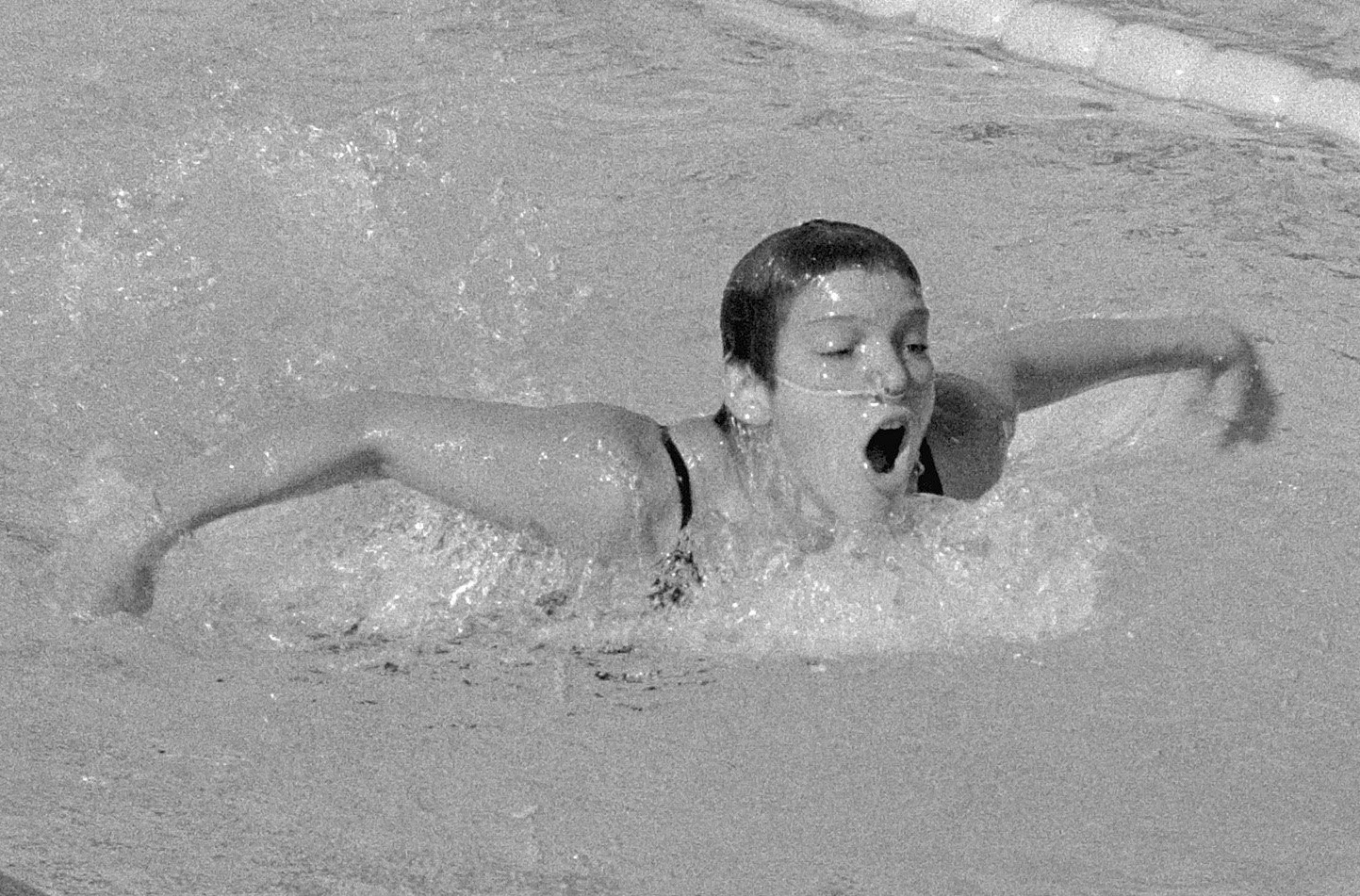
Carolyn Wood bei den Olympischen Spielen in Rom

Carolyn Virginia Wood (* 18. Dezember 1945 in Portland, Oregon) ist eine ehemalige Schwimmerin aus den Vereinigten Staaten. Sie gewann bei den Olympischen Spielen 1960 eine Goldmedaille.

## Sportliche Karriere
Carolyn Wood war 14 Jahre alt, als sie sich für die Olympischen Spiele in Rom qualifizierte. In Rom trat Wood zunächst über 100 Meter Freistil an. Wood erreichte den Endlauf mit der siebtbesten Zeit der Halbfinalrennen. Im Finale siegte Dawn Fraser aus Australien vor Chris von Saltza aus den Vereinigten Staaten und der Britin Natalie Steward. Drei Zehntelsekunden hinter Steward schlug Carolyn Wood als Vierte an. Über 100 Meter Schmetterling erreichte Wood das Finale mit der viertschnellsten Zeit und lag im Endlauf aussichtsreich, als sie Wasser schluckte und aufgeben musste. Die 4-mal-100-Meter-Lagenstaffel der Vereinigten Staaten qualifizierte sich mit Lynn Burke, Anne Warner, Carolyn Wood und Joan Spillane für das Finale. Im Finale gewannen Lynn Burke, Patty Kempner, Carolyn Schuler und Chris von Saltza die Goldmedaille. Schwimmerinnen, die nur im Vorlauf eingesetzt wurden, erhielten nach den bis 1980 gültigen Regeln keine Medaillen. In der 4-mal-100-Meter-Freistilstaffel schwammen im Vorlauf Donna de Varona, Susan Doerr, Sylvia Ruuska und Molly Botkin. Im Finale siegten Joan Spillane, Shirley Stobs, Carolyn Wood und Chris von Saltza vor den Australierinnen und den Deutschen. Der dabei aufgestellte Weltrekord von 4:08,9 Minuten wurde erst 1964 unterboten.
Carolyn Wood schwamm für den Multnomah Athletic Club in Portland. Sie graduierte 1967 in Englisch an der University of Oregon und schloss 1979 und 1980 zwei Master-Studiengänge an der Portland State University ab. Sie war 35 Jahre lang High-School-Lehrerin für Englisch und Literatur. Für ihren Memoirenband Tough Girl erhielt sie 2017 den Benjamin Franklin Award der Independent Book Publishers Association und den Buck Dawson Authors Award der International Swimming Hall of Fame. In ihrem Buch Class Notes: A Young Teacher’s Lessons from Classroom to Kennedy Compound. schildert sie ihre einjährige Tätigkeit als Hauslehrerin der Kinder von Robert und Ethel Kennedy.